# 溝出

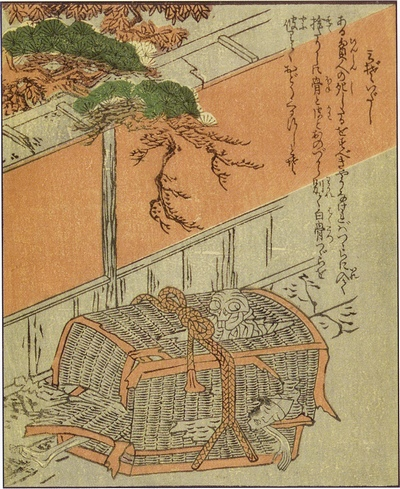
竹原春泉画『絵本百物語』より「溝出」

溝出（みぞいだし）は、江戸時代の奇談集『絵本百物語』にある死霊譚。

## 概要
挿絵中にある文章によれば、ある貧乏人が死に、始末に困って葛篭に入れて捨てたところ、亡骸の皮がひとりでに剥がれて白骨となって歌い踊り出したとある。妖怪探訪家・村上健司によればこれは、どんな人間でも遺体を粗末に扱うと必ず怪異があるとの意味とされる。
また『絵本百物語』中の「溝出」本文によれば、死者を粗末にしたがための怪異として、以下のような話が述べられている。
北条高時の時代。鎌倉に戸根の八郎という武士がおり、家来の1人が死んだので櫃に入れて由比ヶ浜の海に捨てた。後に櫃は波で岸に打ち上げられ、中から歌声が聞こえてきた。それを聞きつけた寺の僧が櫃を調べると、中には海水に晒された白骨があったので、寺で手厚く葬った。
後に新田義貞が鎌倉へ攻め入った際、北条時行がそれを迎え撃つために由比ヶ浜の軍勢を敷き、その中に戸根の八郎もいた。別の場所に敵兵が攻め入ったとの報せを受け、時行軍はそちらへ馬を走らせた。しかし八郎だけは追いつけずに取り残され、時行軍を追う敵陣の格好の的になり、矢に貫かれて命を落とした。その死に場所は奇しくも、八郎が家来の亡骸を捨てた場所だったという。妖怪研究家・多田克己は、八郎は供養を怠って家来の亡骸を遺棄したため、その家来の祟りが八郎を取り殺したとみている。

## 溝出にちなんだ作品
小説
- 京極夏彦『溝出』（西巷説百物語に収録）